# حصار بلخ (1447)
قالب:Campaignbox Second Timurid Succession Crisis
بعد معركة نيسابور ومعاهدة السلام التي أعطت وادي تشيتكيتو (شرق نهر مرغاب) لعلاء الدولة ميرزا، وضع في تلك البؤرة الاستيطانية ميرزا صالح الذي كان عدوًا لعبد اللطيف ميرزا. علاوة على ذلك، احتفظ علاء الدولة ميرزا برهائن، بعض الرجال المهمين، الذين كانوا في حاشية عبد اللطيف ميرزا ضد المعاهدة. أجبر هذا عبد اللطيف ميرزا على اتخاذ إجراء وهو ما فعله بمهاجمة ميرزا صالح الذي هرب بعد ذلك إلى هرات. على هذا، سار علاء الدولة ميرزا من هرات مع جيشه وحاصر بلخ في شتاء عام 1447 م أرسل عبد اللطيف ميرزا رسالة إلى والده أولوغ بيك للحصول على تعزيزات. ورداً على ذلك أرسل أولوغ بيك مبعوثاً إلى علاء الدولة ميرزا لينصحه ويخبره أن يرد مظالمه إلى سمرقند في المستقبل بدلاً من الذهاب إلى الحرب. أخيرًا، بعد إدراك خطأه، وافق علاء الدولة على إعادة جيشه إلى هرات.